# Перфилов, Александр Николаевич
Александр Николаевич Перфилов (11 августа 1904 — 15 ноября 1981) — советский военный деятель, контр-адмирал, участник Великой Отечественной и советско-японской войн.

## Биография
Александр Николаевич Перфилов родился 11 августа 1904 года в городе Сергиевом Посаде (ныне — Московская область). В 1922 году был призван на службу в Военно-морской флот СССР. В 1925 году окончил Военно-морское политическое училище, в 1928 году — Высшее военно-морское училище имени М. В. Фрунзе, в 1931 году — артиллерийский класс Специальных классов командного состава Военно-морских сил СССР, в 1937 году — командный факультет Военно-морской академии имени К. Е. Ворошилова. Служил на различных должностях на кораблях Балтийского флота. В 1937—1938 годах являлся военным комиссаром Артиллерийского научно-исследовательского морского института Военно-морского флота СССР. В августе 1941 года принял командование над 2-м Балтийским отрядом пограничных судов Прибалтийского пограничного округа НКВД СССР. Здесь его застало начало Великой Отечественной войны.
С октября 1941 года — на фронте Великой Отечественной войны. Командовал истребительным отрядом катеров, затем отрядом, бригадой траления охраны водного района Балтийского флота, отрядом дымомаскировки и дегазации Ленинградской военно-морской базы. В мае 1943 года назначен начальником штаба 3-й бригады траления Балтийского флота. Лично руководил рядом конвойных операций, эскортов подводных лодок, тральных операций. Во время массовых постановок немецкой авиацией магнитных мин с воздуха в числе первых выходил на траление с не проверенными на практике средствами.
С ноября 1943 года являлся начальником штаба Владимиро-Ольгинской военно-морской базы Тихоокеанского флота. В этой должности провёл большую работу по отработке взаимодействия частей и соединений, приписанных к этой базе. Участвовал в советско-японской войне, лично руководил постановкой оборонных минных заграждений, организовывал и прикрывал конвои, проходящие в районе базы, не допустив ни одного случая потерь.
После окончания войны продолжал службу в Военно-морском флоте СССР. Был начальником штаба, первым заместителем командующего Камчатской военной флотилией. В 1950 году окончил военно-морской факультет Высшей военной академии имени К. Е. Ворошилова. В январе-ноябре 1951 года являлся начальником Главного управления боевой подготовки Военно-морского флота СССР и одновременно заместителем начальника Морского главного штаба. С октября 1953 года — на преподавательской работе в Военной академии Генерального штаба Вооружённых Сил СССР. Являлся автором ряда научных работ и учебных пособий. В октябре 1959 года был уволен в запас. Умер 15 ноября 1981 года.

## Награды
- Орден Ленина (5 ноября 1946 года);
- 3 ордена Красного Знамени (3 ноября 1944 года, 31 августа 1945 года, 15 ноября 1950 года);
- Орден Отечественной войны 2-й степени (30 марта 1946 года);
- Медали «За оборону Ленинграда», «За оборону Кавказа» и другие медали.